# ザック・ゴドリー
- ザック・ゴッドリー

ザカリー・トーマス・ゴドリー（Zachary Thomas Godley, 1990年4月21日 - ）は、アメリカ合衆国サウスカロライナ州バンバーグ郡バンバーグ出身のプロ野球選手（投手）。右投右打。アメリカ独立リーグ・アトランティックリーグのガストニア・ハニーハンターズ所属。愛称はブル（Bull）。
メディアによっては「ゴッドリー」と表記されることもある。

## 経歴

### プロ入り前
2009年のMLBドラフト50巡目（全体1514位）でニューヨーク・メッツから指名されたが、この時は契約せずにテネシー大学へ進学した。

### プロ入りとカブス傘下時代
2013年のMLBドラフト10巡目（全体288位）でシカゴ・カブスから指名され、プロ入り。契約後、傘下のルーキー級アリゾナリーグ・カブスでプロデビュー。A-級ボイシ・ホークスでもプレーし、2球団合計で14試合に登板して2勝0敗、防御率2.02、28奪三振を記録した。
2014年はA級ケーンカウンティ・クーガーズとA+級デイトナ・カブスでプレーし、2球団合計で40試合に登板して4勝3敗15セーブ、防御率3.09、77奪三振を記録した。

### ダイヤモンドバックス時代
2014年12月9日にミゲル・モンテロとのトレードで、ジェファーソン・メヒアと共にアリゾナ・ダイヤモンドバックスへ移籍した。
2015年からは先発で起用されるようになった。開幕を傘下のA+級バイセイリア・ローハイドで迎え、AA級モービル・ベイベアーズを経て7月23日にメジャー契約を結んでアクティブ・ロースター入りした。メジャーデビューとなった同日のミルウォーキー・ブルワーズ戦では1900年以降初の「6回無失点、無四球、7奪三振」の快投を見せ、メジャー初勝利を挙げた。この年メジャーでは9試合（先発6試合）に登板して5勝1敗、防御率3.19、34奪三振を記録した。
2016年は27試合（先発9試合）に登板して5勝4敗、防御率6.39、60奪三振を記録した。
2017年は26試合（先発25試合）に登板して8勝9敗、防御率3.37、165奪三振を記録した。
2018年は33試合（先発32試合）に登板して15勝11敗、防御率4.74、185奪三振を記録した。
2019年8月5日にDFAとなった。

### ブルージェイズ時代
2019年8月7日にウェイバー公示を経てトロント・ブルージェイズへ移籍した。9月3日にDFAとなり、7日にマイナー契約で傘下のAAA級バッファロー・バイソンズへ配属された。9月8日にFAとなった。

### レッドソックス時代
2019年12月19日にデトロイト・タイガースとマイナー契約を結び、2020年のスプリングトレーニングに招待選手として参加することになった。2020年7月13日に自由契約となった。
その後、7月17日にボストン・レッドソックスとマイナー契約を結んだ。7月26日にメジャー契約を結んでアクティブ・ロースター入りした。10月26日にマイナー契約となり、同日中にFAとなった。

### ブルワーズ時代
2021年3月19日にブルワーズとマイナー契約を結んだ。シーズンでは4月28日にメジャー契約を結んでアクティブ・ロースター入りした。5月10日にDFAとなり、12日にマイナー契約で傘下のAAA級ナッシュビル・サウンズへ配属された。6月18日に再びメジャー契約を結んでアクティブ・ロースター入りした。6月21日に再びDFAとなり、24日にFAとなった。

### インディアンス傘下時代
2021年6月28日にクリーブランド・インディアンスとマイナー契約を結んだ。8月2日に自由契約となった。

### メッツ傘下時代
2021年8月7日にニューヨーク・メッツとマイナー契約を結んだ。オフの11月7日にFAとなった。

### レッズ傘下時代
2022年2月22日にシンシナティ・レッズと契約した。5月26日に自由契約となった。

### 独立リーグ時代
6月7日にアトランティックリーグのガストニア・ハニーハンターズと契約した。

## 投球スタイル
フォーシームはほとんど投げず、ツーシーム、カッター、カーブを約3分の1ずつ投げる技巧派右腕。

## 詳細情報

### 年度別投手成績
| 年 度    | 球 団    | 登 板 | 先 発 | 完 投 | 完 封 | 無 四 球 | 勝 利 | 敗 戦 | セ 丨 ブ | ホ 丨 ル ド | 勝 率 | 打 者 | 投 球 回 | 被 安 打 | 被 本 塁 打 | 与 四 球 | 敬 遠 | 与 死 球 | 奪 三 振 | 暴 投 | ボ 丨 ク | 失 点 | 自 責 点 | 防 御 率 | W H I P |
| -------- | -------- | ----- | ----- | ----- | ----- | -------- | ----- | ----- | -------- | ----------- | ----- | ----- | -------- | -------- | ----------- | -------- | ----- | -------- | -------- | ----- | -------- | ----- | -------- | -------- | ------- |
| 2015     | ARI      | 9     | 6     | 0     | 0     | 0        | 5     | 1     | 0        | 0           | .833  | 150   | 36.2     | 29       | 4           | 17       | 1     | 3        | 34       | 2     | 0        | 13    | 13       | 3.19     | 1.26    |
| 2016     | ARI      | 27    | 9     | 0     | 0     | 0        | 5     | 4     | 0        | 0           | .556  | 335   | 74.2     | 86       | 13          | 25       | 4     | 4        | 60       | 5     | 0        | 54    | 53       | 6.39     | 1.49    |
| 2017     | ARI      | 26    | 25    | 0     | 0     | 0        | 8     | 9     | 0        | 0           | .471  | 627   | 155.0    | 124      | 15          | 53       | 2     | 5        | 165      | 13    | 0        | 61    | 58       | 3.37     | 1.14    |
| 2018     | ARI      | 33    | 32    | 0     | 0     | 0        | 15    | 11    | 0        | 0           | .577  | 791   | 178.1    | 177      | 16          | 81       | 2     | 12       | 185      | 17    | 1        | 103   | 94       | 4.74     | 1.45    |
| 2019     | ARI      | 27    | 9     | 0     | 0     | 0        | 3     | 5     | 0        | 0           | .375  | 338   | 76.0     | 81       | 12          | 35       | 2     | 4        | 58       | 3     | 1        | 55    | 54       | 6.39     | 1.53    |
| 2019     | TOR      | 6     | 0     | 0     | 0     | 0        | 1     | 0     | 0        | 0           | 1.000 | 69    | 16.0     | 15       | 2           | 7        | 0     | 1        | 12       | 0     | 0        | 7     | 7        | 3.94     | 1.38    |
| '19計    | TOR      | 33    | 9     | 0     | 0     | 0        | 4     | 5     | 0        | 0           | .444  | 407   | 92.0     | 96       | 14          | 42       | 2     | 5        | 70       | 3     | 1        | 62    | 61       | 5.97     | 1.50    |
| 2020     | BOS      | 8     | 7     | 0     | 0     | 0        | 0     | 4     | 0        | 0           | .000  | 143   | 28.2     | 42       | 9           | 14       | 0     | 3        | 28       | 3     | 0        | 26    | 26       | 8.16     | 1.95    |
| 2021     | MIL      | 2     | 1     | 0     | 0     | 0        | 0     | 1     | 0        | 0           | .000  | 21    | 3.1      | 4        | 2           | 5        | 0     | 1        | 5        | 2     | 1        | 7     | 6        | 16.20    | 2.70    |
| MLB：7年 | MLB：7年 | 138   | 89    | 0     | 0     | 0        | 37    | 35    | 0        | 0           | .514  | 2474  | 568.2    | 558      | 73          | 237      | 11    | 33       | 547      | 45    | 3        | 326   | 311      | 4.92     | 1.40    |

- 2021年度シーズン終了時
- 各年度の太字はリーグ最高

### 背番号
- 52（2015年 - 2019年8月4日）
- 46（2019年8月8日 - 同年終了、2021年）
- 68（2020年）